# Nomdieu
Nomdieu – miejscowość i gmina we Francji, w regionie Nowa Akwitania, w departamencie Lot i Garonna.
Według danych na rok 1990 gminę zamieszkiwały 162 osoby, a gęstość zaludnienia wynosiła 13 osób/km² (wśród 2290 gmin Akwitanii Nomdieu plasuje się na 1014. miejscu pod względem liczby ludności, natomiast pod względem powierzchni na miejscu 907.).